# Ектор Енріке
Ектор Енріке (ісп. Héctor Enrique, нар. 26 квітня 1962, Ланус) — аргентинський футболіст, що грав на позиції півзахисника. По завершенні ігрової кар'єри — тренер.
Виступав, зокрема, за клуб «Рівер Плейт», а також національну збірну Аргентини. У складі збірної — чемпіон світу.

## Клубна кар'єра
Почав свою кар'єру 1981 року в команді другого дивізіону «Ланус», в 1983 перейшов в «Рівер Плейт», в якому провів вісім сезонів, взявши участь у 134 матчах чемпіонату. Його «золотим роком» був 1986, коли він виборов титул чемпіона Аргентини, ставав володарем Кубка Лібертадорес та володарем Міжконтинентального кубка.
Згодом з 1990 року грав за «Депортіво Еспаньйол» та «Ланус», після чого відправився до Японії, виступаючи за клуби «Тосу Фьючерс» та «ФПІ Хамамацу», де і завершив кар'єру.

## Виступи за збірну
1986 року дебютував в офіційних матчах у складі національної збірної Аргентини. 
У складі збірної був учасником чемпіонату світу 1986 року в Мексиці, здобувши того року титул чемпіона світу. Енріке був останнім футболістом, який торкнувся м'яча на половині поля збірної Аргентини, до того, як м'яч опинився у Дієго Марадони, що забив гол, який згодом став відомий як «Гол століття». Після гри він жартома сказав, що його пас був настільки хороший, що Дієго Марадоні важко було не забити. Цей жарт став популярним в Аргентині, його часто згадують гравці, які беруть участь у відомих голах.
Через три роки Енріке був учасником розіграшу Кубка Америки 1989 року в Бразилії, на якому команда здобула бронзові нагороди, проте наступного року серйозна травма коліна не дала йому зіграти на чемпіонаті світу 1990 року.
Всього протягом кар'єри у національній команді, яка тривала 4 роки, провів у формі головної команди країни 11 матчів.

## Кар'єра тренера
2009 року розпочав тренерську кар'єру, увійшовши до тренерського штабу Дієго Марадони у збірній Аргентини і був його помічником на чемпіонаті світу 2010 року.
Згодом, з 2011 по 2012 рік, також як помічник Марадони, працював асистентом в еміратському клубі «Аль-Васл».

## Особисте життя
Преса і вболівальники прозвали його «Ель-Негро».
Має молодшого брата Карлоса Енріке, який також був футболістом і виступав за «Ланус», «Рівер Плейт» та національну збірну Аргентини, ставши володарем Кубка Америки 1991 року.

## Титули і досягнення
- Чемпіон Аргентини (1):

«Рівер Плейт»: 1985/86
- Володар Кубка Лібертадорес (1):

«Рівер Плейт»: 1986
- Володар Міжконтинентального кубка (1):

«Рівер Плейт»: 1986
- Чемпіон світу (1):

Аргентина: 1986
- Бронзовий призер Кубка Америки (1):

Аргентина: 1989